# Angraecum longicalcar
Angraecum longicalcar (Bosser) Senghas è una pianta della famiglia delle Orchidacee, endemica del Madagascar.

## Descrizione
È una specie epifita o litofita che, come tutte le Angraecinae, non possiede pseudobulbi ed ha fusti a crescita monopodiale, ossia con un solo "piede" vegetativo.

I fiori, molto odorosi soprattutto durante la notte, sono riuniti in infiorescenze racemose che originano dalle ascelle foliari, e sono di colore bianco. Un elemento caratteristico è il lungo sperone presente alla base del labello, che può superare i 40 cm.

## Biologia
Anche se non è ancora stato individuato uno specifico insetto impollinatore, si suppone che , come la maggior parte delle specie di Angraecum, si riproduca grazie alla impollinazione entomofila da parte di farfalle notturne della famiglia Sphingidae..

## Distribuzione e habitat
L'areale di Angraecum longicalcar comprendeva in passato diverse località del Madagascar centrale, tra cui il lago Itasy e Analavory; attualmente è ristretto al massiccio roccioso dell'Itremo, nei pressi del villaggio di Mahavanona (distretto di Ambatofinandrahana).
Le uniche popolazioni note si trovano in un habitat di foresta pluviale, ad altitudine compresa tra 1000 e 2000 m.

## Conservazione
Per la ristrettezza del suo areale e la esiguità delle popolazioni note la specie è considerata dalla IUCN Red List in pericolo critico di estinzione.  La minaccia principale è costituita dagli incendi che distruggono il suo habitat naturale.
Al fine di scongiurarne l'estinzione, i Royal Botanic Gardens di Kew hanno lanciato un programma di conservazione che prevede la reintroduzione in natura di plantule coltivate in vitro.
La specie è inserita nella Appendice II della CITES (specie di cui è vietato il commercio).